# 우산성
우산성(牛山城)은 대한민국 충청남도 청양군 청양읍에 있는 백제의 산성이다. 1989년 12월 29일 충청남도의 기념물 제81호로 지정되었다.

## 개요
충청남도 청양군 청양읍 우성산에 있는 산성으로, 산꼭대기를 빙둘러 자연지형을 이용한 동쪽 일부를 제외하면 모두 돌을 이용하여 쌓았다.
성의 둘레는 약 965m이고, 잘 남아 있는 곳의 성벽은 높이 7m, 폭 6m가량 된다. 남벽과 동벽이 만나는 곳, 북벽과 동벽이 만나는 부분은 다른 곳보다 높은데 아마도 전투시 장수가 올라서 지휘하던 장대가 있던 곳으로 보인다. 동남쪽 모서리와 동북쪽 모서리는 성벽의 바깥으로 사각형 모양의 성벽을 튀어나오게 쌓은 치성이 있었던 것 같다. 성문은 남·서, 남, 북쪽에서 확인되는데 북문이 있던 자리가 잘 남아있으며, 성벽에서 약 2m 정도 안쪽으로 들여서 문을 만든 것 같다. 성 안에서는 몇 개의 건물터와 저장용 구덩이가 확인되었으며, 『세종실록지리지』에 의하면 우물 2개가 있다고 한다.
성에서 보이는 유물은 백제 토기조각이 주류를 이루고 있으며, 고려시대와 조선시대 기와조각도 확인되는 것으로 보아 이 성은 백제 때 쌓아 조선시대까지 사용되었던 것으로 보인다.

## 현지 안내문
청양읍 우산의 상단부에서 중단부에 걸쳐 쌓은 테뫼식 석축 산성으로, 성의 이름은 산의 이름에서 유래된 것이다. 성의 둘레는 965m로서, 북쪽의 벽은 자연 지형을 이용해 성을 쌓았고 동쪽과 남쪽의 벽은 인위적으로 방어선을 구축하는 식으로 쌓았다. 자연석을 이용하여 길이모쌓기로 축조하였고, 잘 남은 곳은 높이가 7m 정도이다. 동남쪽과 동북쪽 모서리에는 방어력을 높이기 위하여 치성을 시설하였다. 성내의 시설을 안쪽으로 폭 2~3m의 도랑을 팠다. 3개소에 문의 터가 확인되었는데 남쪽이 주된 문의 터인 듯하고, 북문의 터가 가장 잘 남아 있는데 성벽보다 약 2m 정도 들여서 문을 만든 것으로 보인다. 성내 북문의 터 근처에 50×50m 규모의 건물 터가 있고, 백제 토기 조각이 출토되는 것으로 보아 백제시대에 축조된 것으로 추측된다.

## 참고 자료
- 우산성 - 국가유산청 국가유산포털